# Le Désespéré
Ne doit pas être confondu avec le roman de Léon Bloy Le Désespéré.
Le Désespéré est un tableau du peintre français  Gustave Courbet réalisé entre 1843 et 1845. C'est un autoportrait sous les traits d'un jeune homme qui regarde fixement devant lui, les mains crispées dans ses cheveux.  

## Description
L'œuvre est un autoportrait de Gustave Courbet qui se représente de face, en gros plan, la bouche entrouverte et le regard plongeant dans celui du spectateur. Ses yeux sont écarquillés et ses deux mains semblent lui arracher les cheveux. La pâleur du visage contraste avec la noirceur des cheveux et de la barbe, le tout renforcé par la blancheur de la chemise. On distingue, en bas de la toile, l'esquisse d'un foulard couleur bleu nuit.
La source lumineuse vient d'en haut, sur la gauche, et accentue les contrastes.

## Histoire du tableau

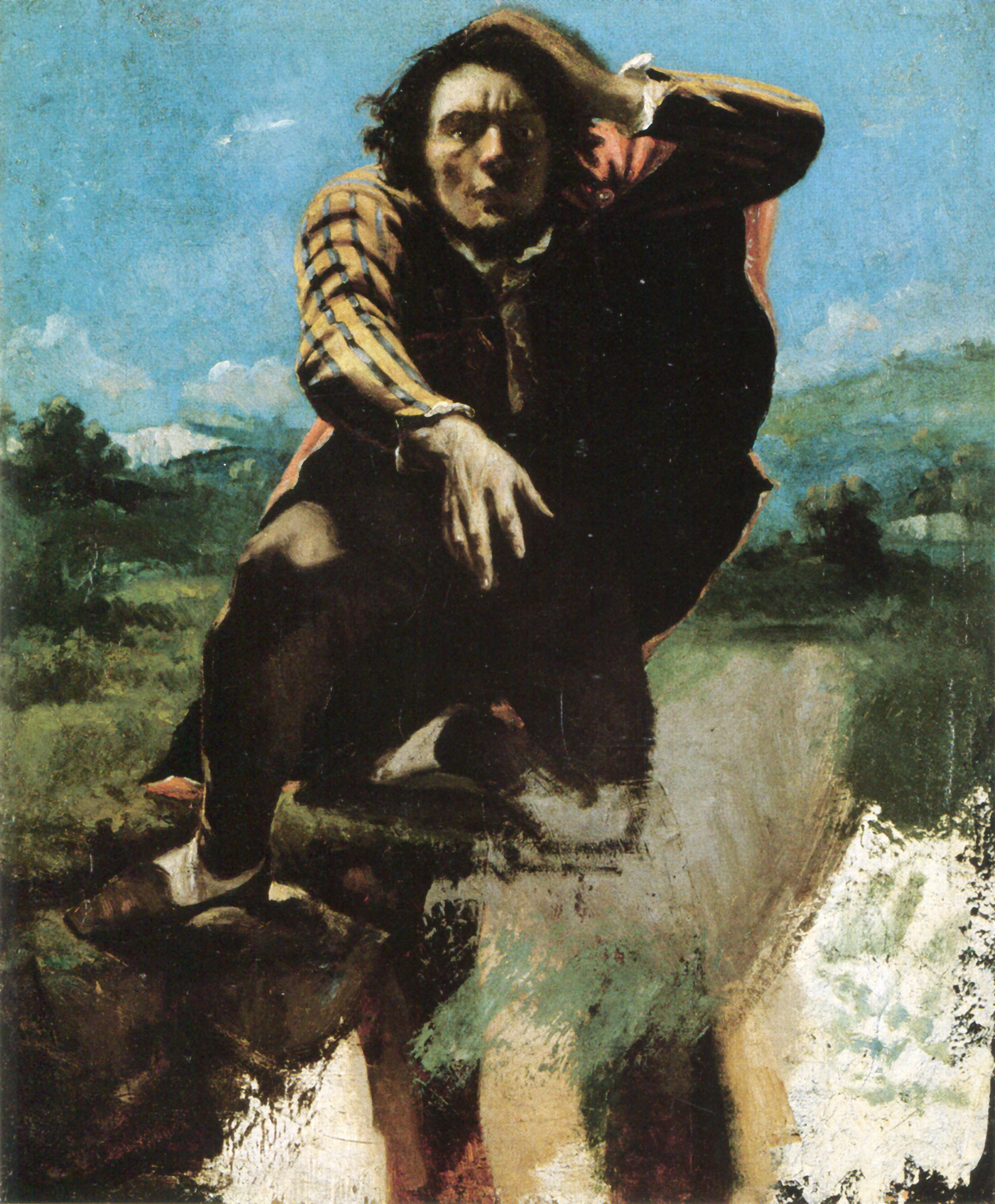
Inachevée, surnommée Le Fou de peur, cette gouache sur papier où Courbet se représente, a été réalisée vers 1844 (Nasjonalmuseet for kunst, Oslo).

Durant les années 1840, Courbet réalise un certain nombre de portraits pour des amis, des clients, et aussi des autoportraits, dont celui dit « au chien noir » (1842). Il passe son temps au musée du Louvre à recopier José de Ribera, Zurbaran, Velasquez, ou Rembrandt qui influencèrent les débuts de son œuvre, comme plus tard, en 1849, les tableaux de l'Âge d'or de la peinture néerlandaise : l'artiste, âgé de vingt-cinq ans, se cherche encore.
Même si Courbet la data (ou l'antidata ?) au pinceau « 41 », les chercheurs estiment que cette peinture (huile sur toile, 45 x 54 cm) a été réalisée entre 1843 et 1845, au début de son installation à Paris. Elle le montre « désespéré » mais surtout en pleine jeunesse.
Courbet tenait beaucoup à cette toile puisqu'il l'emmena en exil avec lui en Suisse en 1873. Quelques années plus tard, le docteur Paul Colin au chevet de Courbet durant ses derniers jours, décrit l'atelier du peintre et, plus particulièrement, « un tableau représentant Courbet avec une expression désespérée et qu’il avait intitulé pour cette raison Désespoir. ».
La toile appartient à une collection privée d'investissement, mais a été exposée au musée d'Orsay en 2007.

## Analyse
Courbet adopte ici un format paysage (horizontal et rectangulaire) alors que traditionnellement ce type de tableau utilise le format portrait (vertical).  
L'approche romantique du portrait était attachée à l'expression de l'émotion. Ce portrait s'inscrit dans cette tendance et Courbet, même s'il ne s'est jamais défini comme un peintre romantique, a réalisé ses premières toiles sous cette influence. Le Désespéré procède ainsi des têtes d'expressions stéréotypées dont les davidiens tardifs avaient abusé ; mais par sa facture énergique, il évoque aussi des peintres espagnols du Grand Siècle comme Ribera et Zurbarán, que Courbet étudie alors au Louvre.  
On ignore si le titre de cette toile qualifie le désespoir du personnage et donc de l'artiste ou bien s'il s'agit d'un exercice théorique. Cet homme que l'on disait amoureux de la vie voulait-il montrer par là son côté sombre, comme il le révélait à son ami et protecteur Alfred Bruyas dans une lettre : « Avec ce masque riant que vous me connaissez, je cache à l’intérieur le chagrin, l’amertume, et une tristesse qui s’attache au cœur comme un vampire ».
En 2012, une scène du film Associés contre le crime, avec Catherine Frot et André Dussollier, fait clairement référence à ce tableau de Courbet.
Le tableau est également cité dans le livre de Jean-Christophe Grangé intitulé Le Passager, au troisième chapitre (« Narcisse »).